# Platyeurysa xanthonotum
Platyeurysa xanthonotum är en insektsart som beskrevs av Ronald Gordon Fennah 1988. Platyeurysa xanthonotum ingår i släktet Platyeurysa och familjen sporrstritar. Inga underarter finns listade i Catalogue of Life.